# Карлхајнц Штокхаузен
Карлхајнц Штокхаузен (Керпен, 22. август 1928 — Киртен, 5. децембар 2007) био је немачки композитор. Сматра се једним од најважнијих и најконтроверзнијих композитора друге половине 20. и почетка 21. века. Познат је по свом револуционарном стваралаштву у електронској музици, за увођење контролисане шансе (алеаторске музичке технике) у серијалистичке композиције и за музичку спацијализацију.